# Бис
Бис (фр. Buisse) је насељено место у Француској у региону Рона-Алпи, у департману Изер.
По подацима из 2011. године у општини је живело 2886 становника, а густина насељености је износила 250,52 становника/km².

## Демографија
| 1962. | 1968. | 1975. | 1982. | 1990. | 2011. |
| ----- | ----- | ----- | ----- | ----- | ----- |
| 1.087 | 1.006 | 1.050 | 1.206 | 2.238 | 2.886 |